# 新幹線800系電聯車

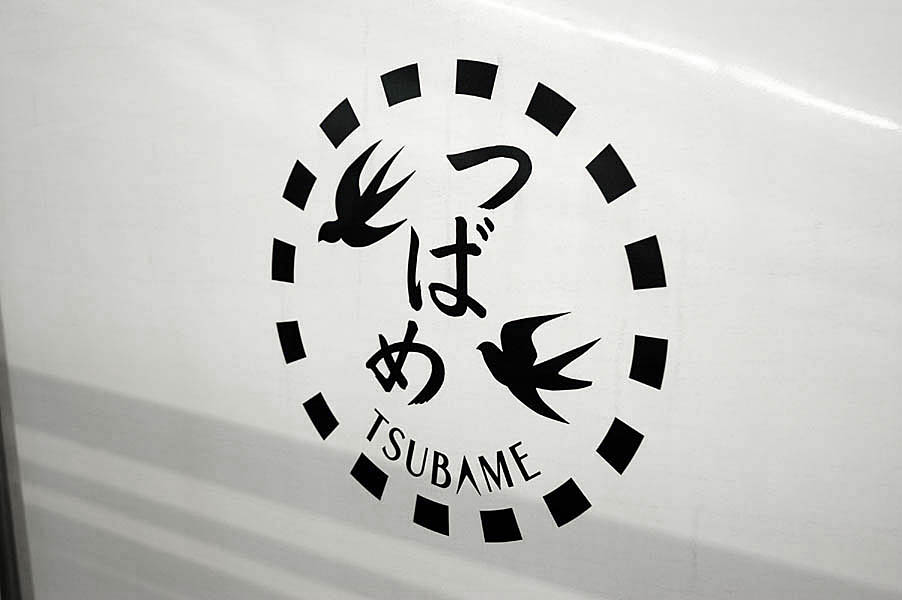
「燕號」的標誌，承襲自1930年登場的第一代燕號。

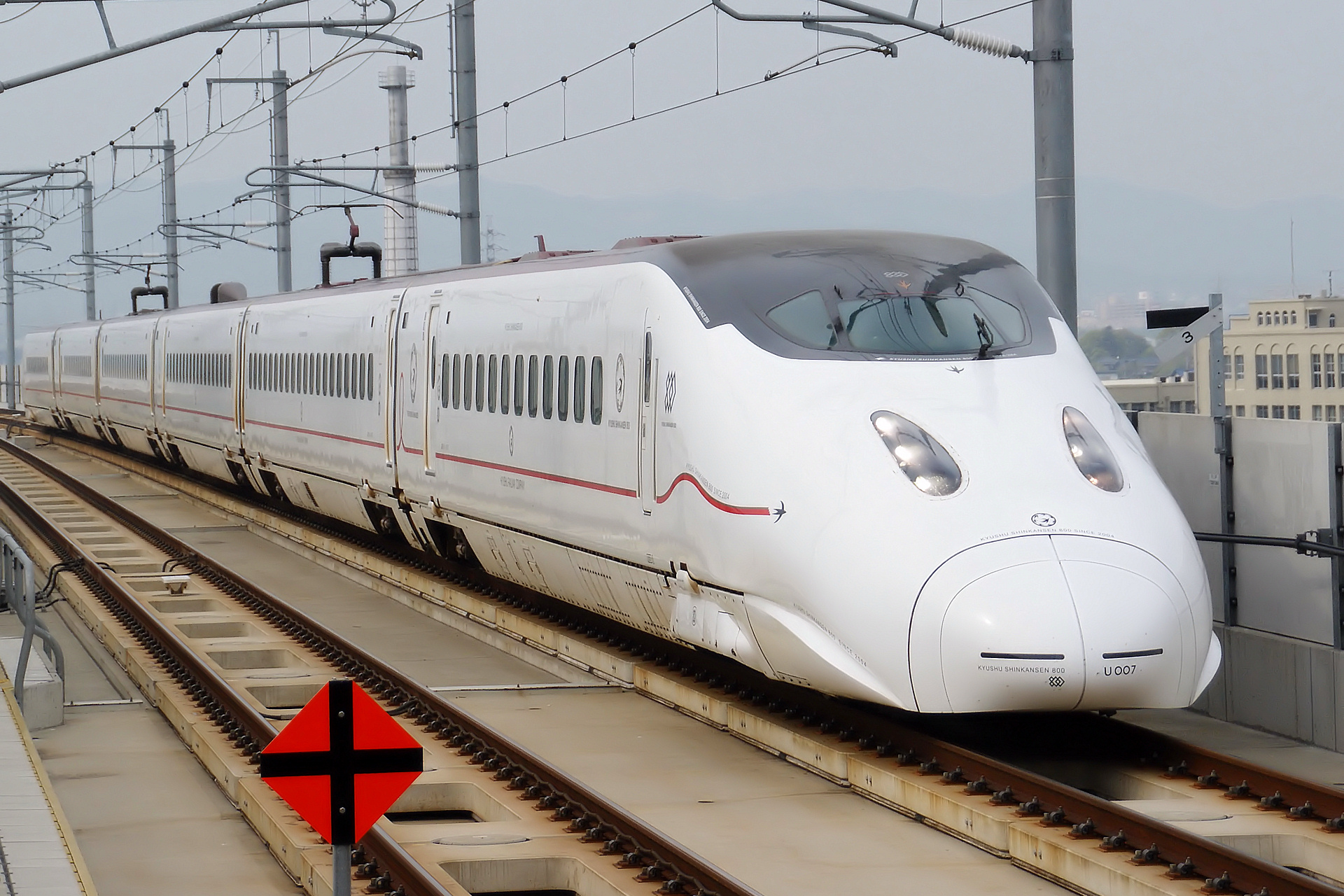
1000番台U007編組

新幹線800系電聯車（日语：新幹線800系電車）是日本的高速鐵路──新幹線所使用的列車。列車由九州旅客鐵道（JR九州）開發及營運，以「燕號」（日语： Tsubame）的名義服務JR九州旗下的九州新幹線。

## 歷史
隸屬於JR九州的新幹線800系，基本上是以西日本旅客鐵道（JR西日本）旗下的光號鐵路之星（ひかりレールスター）所使用之700系列車E編組為基礎，在JR西日本的協助之下，由日立製作所開發製造。在基本車台與控制系統方面800系與700系列車大致相同，但保安系統採用了東海旅客鐵道（JR東海）在東海道新幹線使用的數位自動列車控制裝置（Digital ATC）。
JR九州在2004年3月九州新幹線正式開始營運前，總共製造了五編組的新車，編號分別為U001～U005，並於3月13日正式開始營運，行駛於九州新幹線新八代車站與鹿兒島中央車站間已經建設完成的路線上，取代原本行駛於鹿兒島本線上的JR九州787系列車，成為第五代的「燕號」，而787系則改作為接駁用的L特急（エル特急）列車「接力燕號」（リレーつばめ），行駛於博多車站與新八代車站間、九州新幹線尚未全線完工前暫時接駁用的在來線路線上。在2010年九州新幹線全線完成後，旅客可以直接搭乘新幹線800系，由福岡的博多車站一路通行至九州島南的鹿兒島。但是為了應付每兩年一個週期的車輛檢查，因此在2005年夏季多增添了一個編組（U006），以方便調度。
由于需要应付九州新幹線全线通车，2009至2011年間又再增設三列新車（称为1000、2000番台），編號分別為U007～U009，三列新車的外观，内饰、ATC等设备都与U006之前的列车有差异。
其中U005在2016年時因熊本地震出軌受損嚴重，而決定報廢不再修復。
目前800系以行駛九州新幹線區間內各站停車的「燕號」班次為主，但少數未行駛至山陽新幹線的「櫻號」班次也使用本型車行駛。而在2011年1月尾，800系亦曾於山陽新幹線下-山區段試車，為擔當部分進入本州的「櫻號」作準備，但有關方面最後放棄計劃。

## 構造
如同上述，800系是以JR西日本所擁有的新幹線700系E編組為基礎所開發的新車，因此在馬達控制等方面全與700系E編組雷同，都是動力分散式設計。然而，由於九州地區多山地，為了應付達35‰的最大縱坡度，原本以700系E編組6M2T為一編組基本配置的設定方式，在800系上改為6M的全動力車配置。由於動力車比例的增加與每具主電動機的輸出不變，800系擁有比700系E編組還高的起步加速度，與700系E編組的2.0 km/h/s相較，800系擁有2.5 km/h/s的起步加速度。但相對的，800系的運行車速就顯得較慢了些，雖然設計上的最高車速為285km/h，但一般營運時還是以260km/h的車速行駛。
由於車輛配置由700系E編組的一編組8節車廂改為6節車廂，因此可運用的車廂供少了兩節，為了解決這問題，而在駕駛室後方增設設備間，以便容納減去那節車廂內所裝設的機器，故最頭和最尾的兩節車廂，只在車廂尾部設有一對車門。在制動系統方面，800系與700系E編組同樣都配備有再生制動裝置，而針對緊急煞車的情況，兩端車頭都配備有瓷粉噴射裝置（セラジェット，一種可以噴灑氧化鋁粉末以增加鐵軌摩擦力的裝置，是傳統撒砂裝置的進化型）。配合九州新幹線的高縱坡度特性，800系列車還額外設計有抑速制動功能。
800系全車皆搭載半自動式懸吊系統（Semi-Active Suspension System），具有進一步提升乘坐舒適性的優點。針對高速鐵路經常為人所詬病的噪音問題，800系並不採用700系E編組以大型整流罩將絕緣器（碍子，insulator）與集電弓前後包住的做法，而是裝備了由東日本旅客鐵道（JR東日本）所開發，最初使用在新幹線E2系上、附有低噪音絕緣器的EZ-1000型（又名PS207K型）單臂式集電弓。
在第一批800系列車（U001～U006）之中，編號U001的列車具有特殊的檢測機能，因此在列車編號的末尾會加上字母「K」作為識別。但是，與大部分檢查專用車輛（例如暱稱為「黃醫生」Doctor Yellow的新幹線專用電力軌道綜合測試車）不大相同的是，大部分測試車的測試儀器都是固定配置的，但U001上面的儀器卻是需要進行檢查時再裝載在車輛上。當U001搭載儀器進行檢查時，其外觀上唯一的不同點就是在集電弓附近會看到泛光燈（floodlight）與計測用的攝影機。不過在2011年之後，檢測任務被分拆給U007~U009編組（U007、U009可檢測軌道，U008檢測電力與號誌）。與U001擔任檢測車時相同，測試儀器都是需要進行檢查時再裝載在前述車輛上。

## 外觀
由於設計基礎參考700系E編組，因此800系在車頭造型雖然仍看得出700系E編組的基本比例，但與被暱稱為「鴨嘴獸」的700系不同，擁有較類似100系、300系等早期新幹線列車的簡單印象。由於駕駛艙後方設有設備室，因此800系跟新幹線500系同樣，在駕駛艙門後方並未設有乘客進出用的車門，與700系E編組不太相同。
在車身的配色風格上，800系採用白色的車身底色輔以象徵JR九州的紅色細線（紅色是該公司的企業識別色），紅線的前端與車頭擋風玻璃下緣前方，都會有與列車命名一致的黑色燕子圖樣，是九州的象徵物之一。如果從上方俯視800系，就會發現擋風玻璃上方的車頂其實是深色消光灰塗裝，後方緊連著深紫色的帶狀塗覆貫穿全車，與全車都是白色塗裝的700系大大不同。

## 內裝

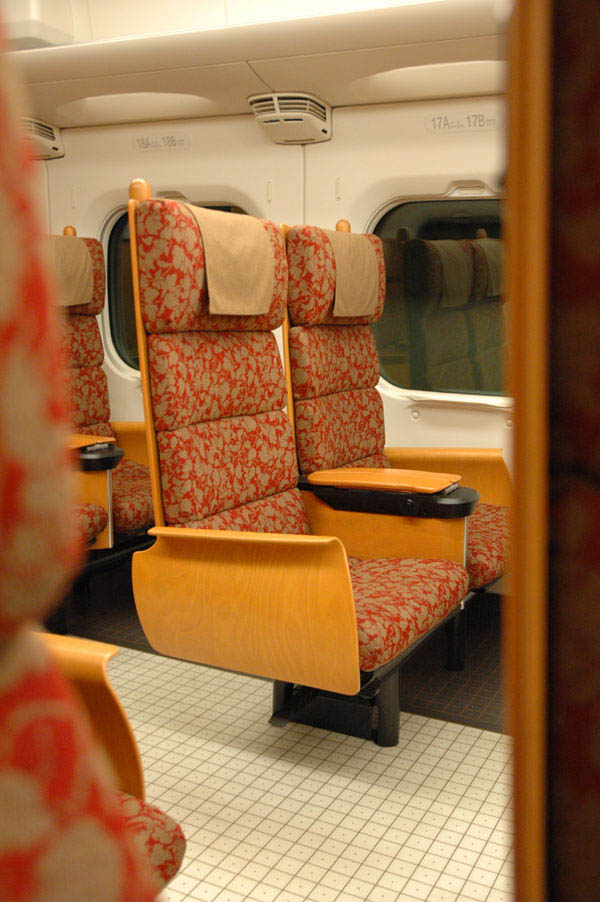
新幹線800系非常獨特的木製座椅。

與大部份新幹線列車皆設有頭等（綠色車廂，Green Car）與普通兩種艙等的做法不同，800系列車採用全車皆同的單一艙等設計，採2-2每排四座配置。
在新幹線系統諸多車輛之中，800系的內裝風格大概是最有個性的，為了反應九州獨特的風格，與一般鐵路車輛上大都使用金屬與塑膠等材料來打造座椅的方式不同，800系車內的座椅，其椅背、扶手、摺疊小桌乃至於椅座全都是以樟木（Camphor Laurel，日文中稱為「楠木」）材質製造，配合上西陣織布樣的椅墊，除了風格特殊外，追求輕量化以減少車軸負重也是採用木造的主因之一。走道地面採用獨特的類瓷磚貼拼設計，而車窗的遮陽廉則是使用與古時貴族用轎的下拉式竹簾相同之設計。整體的感覺給人一種強烈的和式印象，與大部分都以高科技感為訴求的其他新幹線車輛內裝，大異其趣。

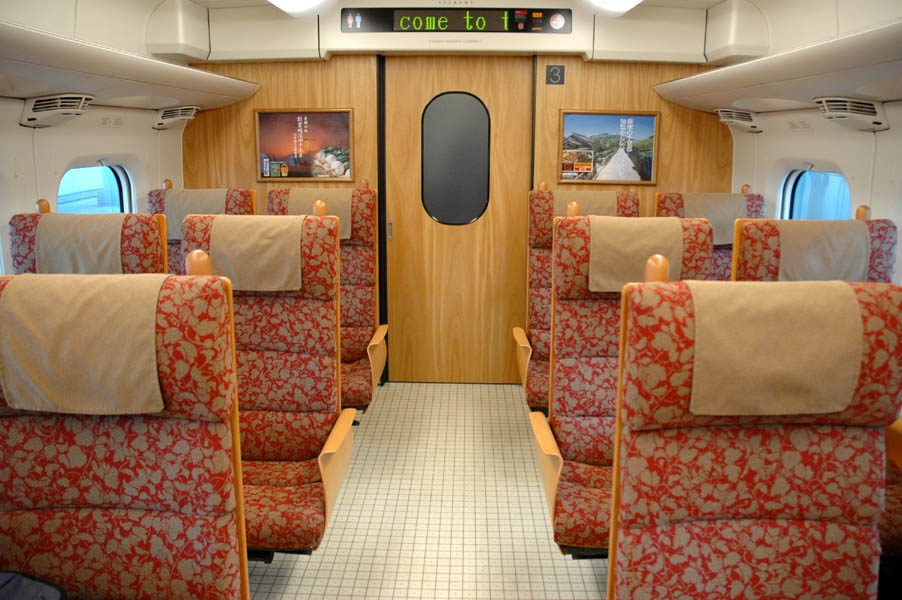
800系的車內客室，全車皆為單一艙等2-2一排四座配置。
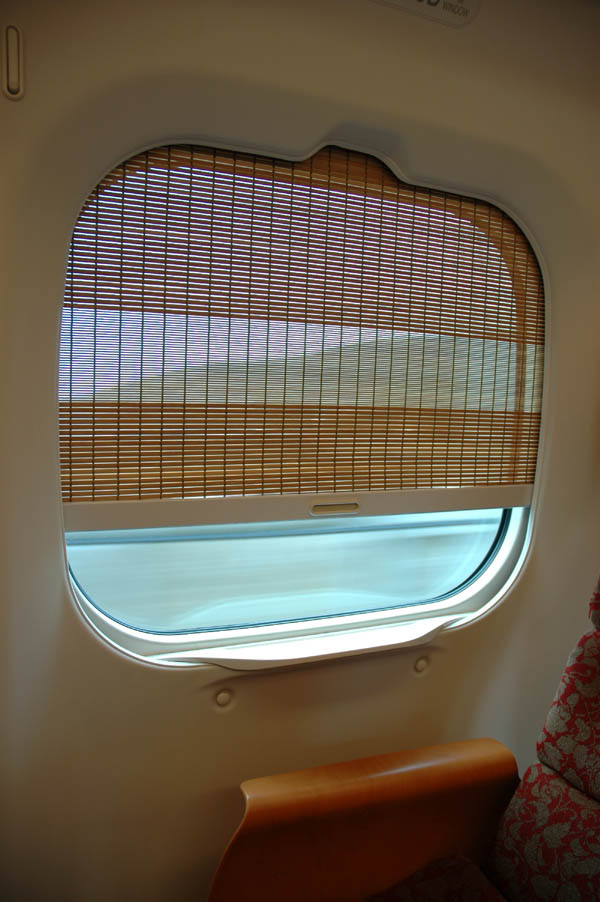
高速鐵路列車通常被視為是高科技的象徵，但燕號上面卻出現這種古意盎然的車窗竹簾，呈現非常奇妙的對比。
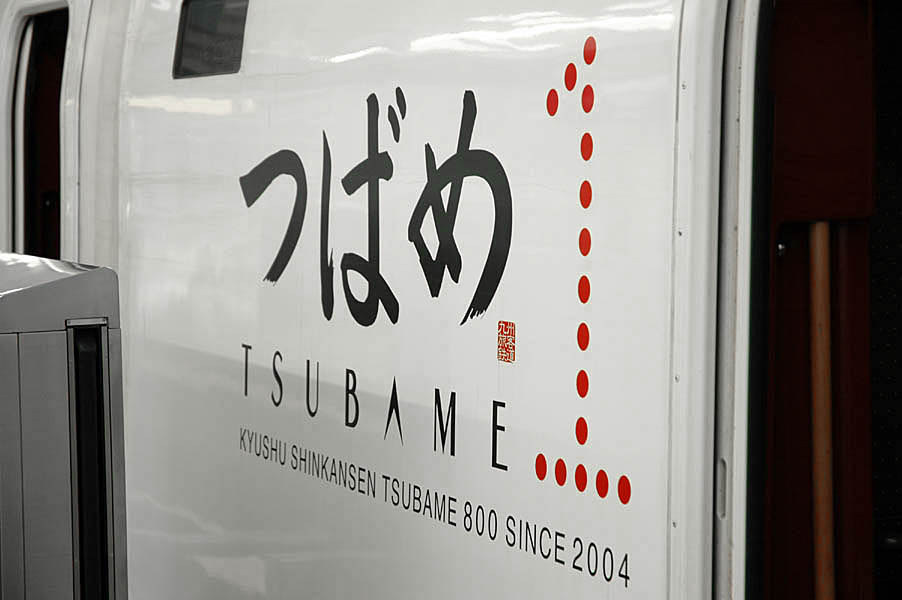
車身旁的「燕號」標誌，下方橫字則標示了800系啟用的年份。

## 列車編組
|        |        | ←鹿兒島中央方向新八代、博多方向→ | ←鹿兒島中央方向新八代、博多方向→ | ←鹿兒島中央方向新八代、博多方向→ | ←鹿兒島中央方向新八代、博多方向→ | ←鹿兒島中央方向新八代、博多方向→ | ←鹿兒島中央方向新八代、博多方向→ | 出廠日期       | 設備改造日期 ATC改造日期 列車無線改造日期           | 車籍廢除日    | 備註                                            |
| 車廂號 | 車廂號 | 1                                | 2                                | 3                                | 4                                | 5                                | 6                                | 出廠日期       | 設備改造日期 ATC改造日期 列車無線改造日期           | 車籍廢除日    | 備註                                            |
| 型式   | 型式   | 821型 （MwC）                    | 826型 （Mp）                     | 827型 （M2w）                    | 827型 （M2）                     | 826型 （Mpw）                    | 822型 （MC）                     | 出廠日期       | 設備改造日期 ATC改造日期 列車無線改造日期           | 車籍廢除日    | 備註                                            |
| 編組   | U001   | 1                                | 1                                | 1                                | 101                              | 101                              | 101                              | 2003年8月30日  | 2010年3月31日                                       |               | 此編組曾配備綜合檢測裝置(現已卸除)              |
| 編組   | U002   | 2                                | 2                                | 2                                | 102                              | 102                              | 102                              | 2003年9月16日  | 2009年11月2日                                       |               |                                                 |
| 編組   | U003   | 3                                | 3                                | 3                                | 103                              | 103                              | 103                              | 2003年10月6日  | 2010年9月28日                                       |               |                                                 |
| 編組   | U004   | 4                                | 4                                | 4                                | 104                              | 104                              | 104                              | 2003年12月11日 | 2010年1月16日                                       |               |                                                 |
| 編組   | U005   | 5                                | 5                                | 5                                | 105                              | 105                              | 105                              | 2003年12月28日 | 2010年7月27日                                       | 2018年3月16日 | 熊本地震受損而廢車                              |
| 編組   | U006   | 6                                | 6                                | 6                                | 106                              | 106                              | 106                              | 2005年7月18日  | 2010年5月30日                                       |               |                                                 |
| 編組   | U007   | 1007                             | 1007                             | 1007                             | 1107                             | 1107                             | 1107                             | 2009年8月22日  | 配合九州新幹線全線通車而設的增備車 投入服務時已配置 |               | 此編組以後生產之車輛塗裝變更,及檢測裝置標準配備 |
| 編組   | U008   | 2008                             | 2008                             | 2008                             | 2108                             | 2108                             | 2108                             | 2010年3月19日  | 配合九州新幹線全線通車而設的增備車 投入服務時已配置 |               |                                                 |
| 編組   | U009   | 1009                             | 1009                             | 1009                             | 1109                             | 1109                             | 1109                             | 2010年11月24日 | 配合九州新幹線全線通車而設的增備車 投入服務時已配置 |               |                                                 |

## 外部連結
- 800系 新幹線 （页面存档备份，存于） - 九州旅客铁道